# Longgang Shezu (sockenhuvudort i Kina, Jiangxi Sheng, lat 26,74, long 115,58)
Longgang Shezu är en sockenhuvudort i Kina. Den ligger i provinsen Jiangxi, i den sydöstra delen av landet, omkring 220 kilometer söder om provinshuvudstaden Nanchang. Antalet invånare är 13 053. Befolkningen består av 6 331 kvinnor och 6 722 män. Barn under 15 år utgör 24,0 %, vuxna 15-64 år 67 %, och äldre över 65 år 8,0 %.
Runt Longgang Shezu är det ganska tätbefolkat, med 192 invånare per kvadratkilometer. Närmaste större samhälle är Liangcun, 19,9 km söder om Longgang Shezu. I omgivningarna runt Longgang Shezu växer i huvudsak blandskog.
Genomsnittlig årsnederbörd är 2 107 millimeter. Den regnigaste månaden är juni, med i genomsnitt 314 mm nederbörd, och den torraste är oktober, med 22 mm nederbörd.